# Snot

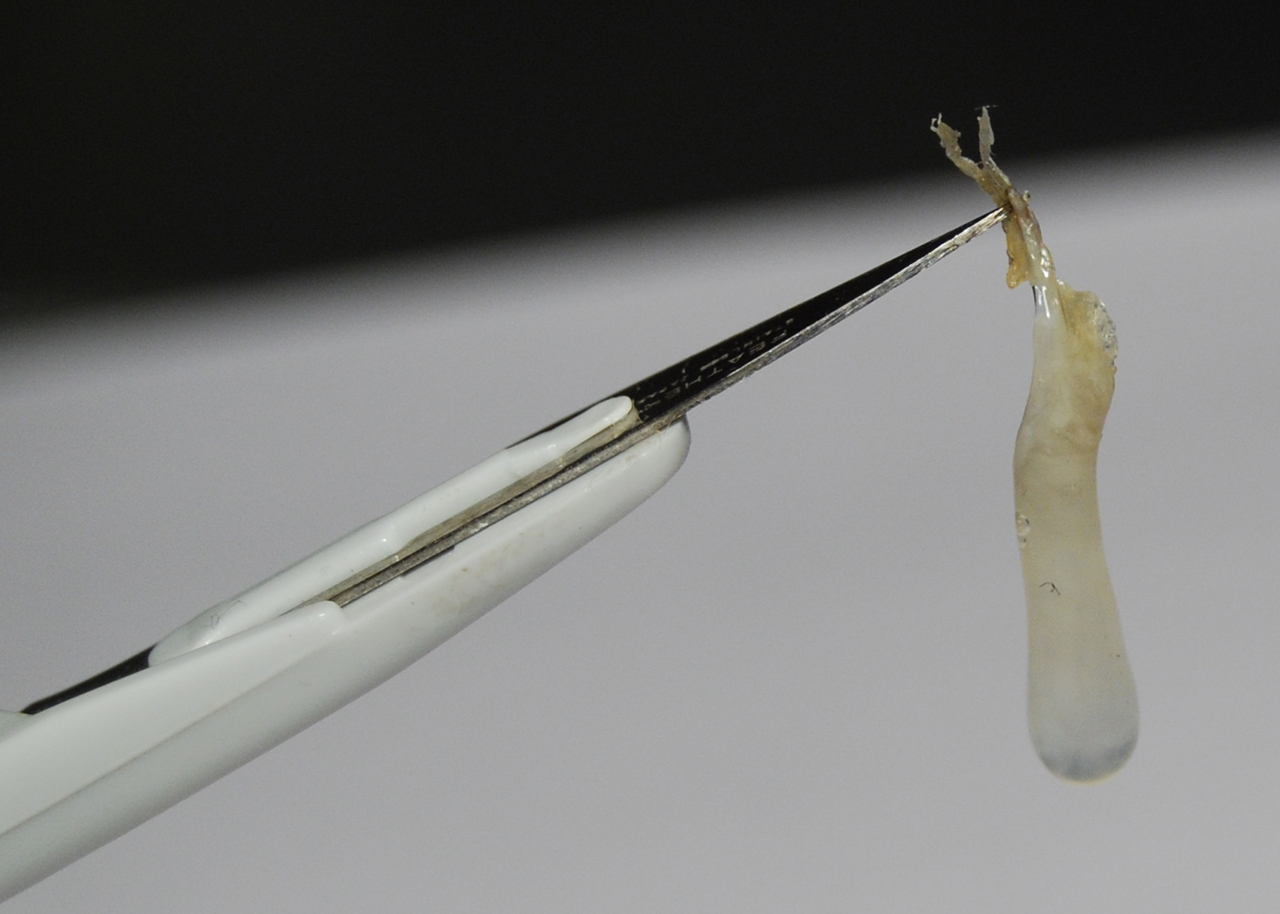
Snot

Snot is een slijm dat bij zoogdieren wordt afgescheiden door het slijmvlies van de neus. De functie van snot is het bevochtigen van de ingeademde lucht en het opvangen/filteren van kleine stofdeeltjes en ziekteverwekkers. Snot bevat antilichamen en antibacteriële stoffen.

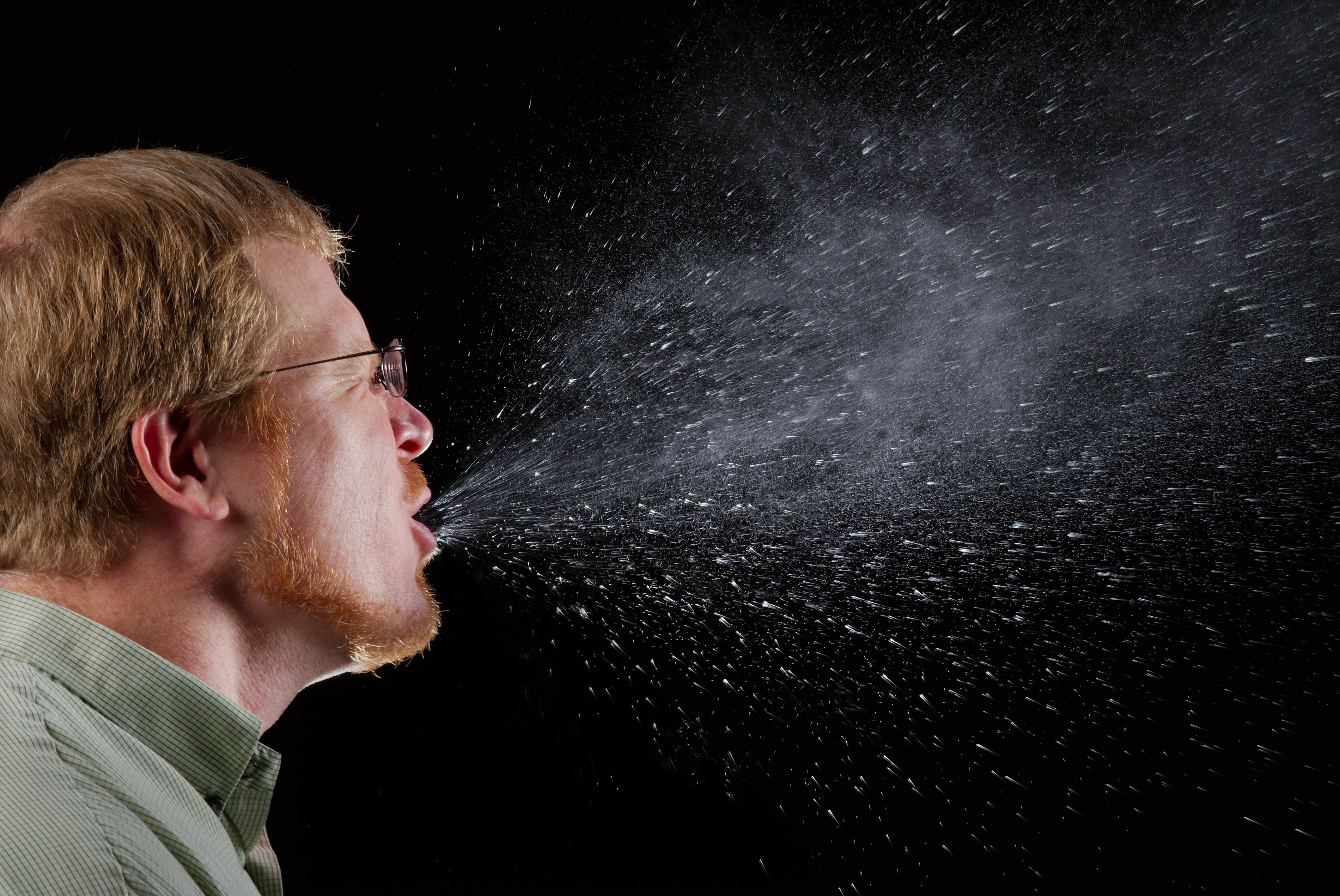
Uitstoot van druppels lichaamsvocht bij het niezen

De productie van snot is een continu proces. Mensen produceren per dag 1 tot 1,5 liter snot en ander slijm. Bij mensen wordt het grootste gedeelte van het geproduceerde snot onbewust opgesnoven en ingeslikt. Snot speelt een belangrijke rol bij de overdracht van virussen tussen mensen. Als bij het niezen de lucht met zeer grote snelheid wordt uitgestoten komen de ziekteverwekkers in de lucht terecht en deze kunnen vervolgens door andere mensen worden ingeademd. Daarom is het van belang om je neus te snuiten in een tissue of zakdoek.
Bij een gezond persoon is snot transparant en kleurloos. Als er een ziekteverwekker in de neus aanwezig is, kan het snot groen of geel van kleur zijn. De groene kleur komt uit de witte bloedcellen die de infectie bestrijden. Maar ook in aanwezigheid van een infectie kan het snot kleurloos blijven. Ook kan er een beetje bloed in het snot zitten, door een lichte neusbloeding. Dan wordt het snot rood of bruin van kleur.
Bij een ernstige verkoudheid kan de neus verstopt raken door een te grote hoeveelheid snot. Stomen kan dan het snot losmaken. Stomen met eucalyptusdruppels of andere kruiden is niet aan te raden. Dit zorgt namelijk voor extra prikkeling van het slijmvlies waardoor er meer snot geproduceerd wordt.

## Snotje
Het verkleinwoord snotje heeft een iets andere betekenis dan snot. Het is een ingedroogd stukje snot, dat vaak uit de neus wordt gepeuterd. Niet alleen mensen peuteren in hun neus, ook apen doen het. Een snotje kan soms hinderlijk vastzitten aan de neusharen en het kan pijnlijk zijn het te verwijderen. Het snot kan indrogen door droge lucht, of door stof in de lucht.

## Snot in taalgebruik
- Zo glibberig als een paling in een emmer snot betekent dat iemand wel heel gewiekst is.
- Het snot voor de ogen fietsen is een uitdrukking onder wielrenners. Tot het uiterste gaan.
- Iets in het snotje hebben betekent dat je iets in de gaten hebt / iets doorhebt.
- Kijken of je snot ziet branden betekent dat iemand een ongelooflijk verhaal hoort, of dat iemand nog nooit eerder zo'n verhaal heeft gehoord.

### Gerelateerd
- Uit je neus eten betekent niets doen, luieren.